# Geleitzug DN 21
Der Geleitzug DN 21 (DN = Durban) war ein alliierter Geleitzug während des Zweiten Weltkriegs, der im März 1943 im südafrikanischen Durban (Lage) zusammengestellt wurde und kriegswichtige Güter in verschiedenste Häfen brachte. Die Alliierten verloren durch das deutsche Unterseeboot U 160 fünf Schiffe mit 23.092 BRT.

## Zusammensetzung und Sicherung
Der Geleitzug DN 21 setzte sich aus elf Frachtschiffen zusammen. Am 3. März 1943 verließen sie Durban in südöstlicher Richtung. Am 4. März sollte sich der Konvoi planmäßig auflösen. Die Sicherung übernahmen die Korvette Nigella und die Trawler Sondra, Norwich City und Viviana.
| Name            | Typ      | Flagge                 | Vermessung in BRT | Verbleib                               |
| --------------- | -------- | ---------------------- | ----------------- | -------------------------------------- |
| Baron Maclay    | Frachter | Vereinigtes Königreich | 6.317             |                                        |
| Benvannoch      | Frachter | Vereinigtes Königreich | 6.427             |                                        |
| Carolinian      | Frachter | Vereinigte Staaten     | 6.997             |                                        |
| Charles F Meyer | Frachter | Vereinigtes Königreich | 10.516            |                                        |
| Empire Mahseer  | Frachter | Vereinigtes Königreich | 5.087             | am 3. März durch U 160 versenkt (Lage) |
| Harvey W Scott  | Frachter | Vereinigte Staaten     | 7.176             | am 3. März durch U 160 versenkt (Lage) |
| Marietta E      | Frachter | Vereinigtes Königreich | 7.628             | am 4. März durch U 160 versenkt (Lage) |
| Nirpura         | Frachter | Vereinigtes Königreich | 5.961             | am 3. März durch U 160 versenkt (Lage) |
| Ocean Vesper    | Frachter | Vereinigtes Königreich | 7.174             |                                        |
| Sabor           | Frachter | Vereinigtes Königreich | 5.212             |                                        |
| San Francisco   | Frachter | Schweden               | 4.933             |                                        |
| Sheaf Crown     | Frachter | Vereinigtes Königreich | 4.868             | am 4. März durch U 160 versenkt (Lage) |
| Tibia           | Frachter | Niederlande            | 10.356            | am 3. März durch U 160 beschädigt      |

## Verlauf
Nachdem der Geleitzug am 3. März 1943 Durban verlassen hatte, erfasste ihn das deutsche U-Boot U 160. In drei Anläufen versenkte es am 3. und 4. März mit Torpedos die Harvey W. Scott, Nirpura, Empire Mahseer, Marietta E., Sheaf Crown und beschädigte die Tibia. Dabei kamen 61 Seeleute ums Leben während sich 225 retten konnten. Mit den Schiffen gingen auch 13.065 t Kriegsmaterial inklusive Sprengstoff und Benzin, 800 Maultiere, 2.000 t Manganerz und 194 t Zivilgüter unter. Nachdem die kanadischen Zerstörer Quiberon und Relentless an den Konvoi herankamen, zog sich U 160 zurück. Der Kommandant von U 160, Kapitänleutnant Georg Lassen, bekam für diese Versenkungen, unter Anrechnung seiner vorherigen Versenkungen, das Eichenlaub zum Ritterkreuz.